# Jajpur (Distrikt)
Der Distrikt Jajpur (Oriya ଯାଜପୁର ଜିଲ୍ଲା Yājapura Jillā), auch Jajapur, ist ein Verwaltungsdistrikt im ostindischen Bundesstaat Odisha.
Der Distrikt liegt in der Küstenebene am Fuß der Ostghats am Unterlauf der Flüsse Brahmani und Baitarani.
Verwaltungssitz ist die Stadt Jajpur. Die Fläche beträgt 2899 km². Die Bevölkerungsdichte liegt bei 630 Einwohner/km².
Der Distrikt wurde am 1. April 1993 durch Herauslösen aus dem Distrikt Cuttack gebildet.

## Bevölkerung
Im Distrikt lebten im Jahr 2011 1.827.192 Einwohner. Das Geschlechterverhältnis betrug 973 Frauen auf 1000 Männer. Die Alphabetisierungsrate lag bei 80,13 % (86,84 % bei Männern, 73,29 % bei Frauen).
Der überwiegende Teil der Bevölkerung ist hinduistisch (94,44 %), 5,12 % sind Muslime.

## Verwaltungsgliederung
Der Distrikt besteht aus einer Sub-Division: Jajpur.
Zur Dezentralisierung der Verwaltung ist der Distrikt in 10 Blöcke unterteilt:
- Badachana
- Bari
- Binjharpur
- Dangadi
- Dasarathpur
- Dharmasala
- Jajpur
- Korei
- Rasulpur
- Sukinda

Des Weiteren gibt es 9 Tahasils:
- Bari
- Binjharpur
- Byasanagar
- Dangadi
- Darpan
- Dharmasala
- Jajpur
- Rasulpur
- Sukinda

Im Distrikt befinden sich folgende ULBs: die beiden Municipalities Jajpur und Byasanagar.
Außerdem sind 280 Gram Panchayats im Distrikt vorhanden.